# Villa Wolax
Villa Wolax är en historisk villa på ön Kustö i S:t Karins i det finländska landskapet Egentliga Finland. Byggnaden fullbordades år 1899 som en sommarvilla till Johan Oswald Wasastjerna och hans maka Johanna Wilhelmina Adelaide Wasastjerna (född i släkten Wrede af Elimä).

## Historia och arkitektur
Under 1800-talet byggde många rika stadsbor sommarvillor på natursköna platser på landsbygden i Finland. Sommarställena uppfördes vanligtvis nära goda förbindelser. Kustö hade, till exempel, regelbunden ångbåtstrafik till och från ön på 1800-talet.
Det finns två våningar i Villa Wolax och en veranda mot stranden. I salen finns målningar av Axel Haartman. Målningarna föreställer olika landskap från Kimito. Villan hörde till samma släkt fram till 1970-talet. Den sista ägaren var Johan von Wright. Efter von Wright har villan fungerat som hotell och konferenscenter.
Förutom villan finns det även en bastu och gårdsfogdehus på tomten.